# Romain Gour
Romain Joseph Ferréol Gour (* 19. August 1899 in L’Assomption/Québec; † 22. Juli 1968 in Montreal) war ein kanadischer Sänger (Bariton) und Autor.

## Leben
Der Neffe des Sängers Émile Gour studierte bei Romain Pelletier und Raoul Paquet, nahm Anfang der 1920er Jahre Gesangsunterricht bei Salvator Issaurel und war Solosänger an mehreren Kirchen Montreals. Am Théâtre St-Denis trat er 1920 in Jules Massenets Oper Thaïs auf, und in der Église du Gesù sang er 1926 die Rolle des Jesus in Marc-Antoine Charpentiers Oratorium Le Reniement de saint Pierre. Er bildete mit Jacques Gérard, Gaston Favreau und René Tourangeau das Pro Arte Ensemble und trat mit dem Issaurel Quartet und Jeanne Desjardins, Rhéa Labrosse und Louis La Rue auf. Bereits 1928 gab er seine Laufbahn als Sänger auf und begann im Versicherungswesen zu arbeiten.
Von 1949 bis zum Ende ihres Bestehens 1954 leitete Gour die vierteljährlich erscheinende Zeitschrift Qui?, in der er biographische Essays u. a. über Francis Archambault, Alexis Contant, Guillaume Couture, Emma Albani, Rodolphe Plamondon und Louis-Philippe Hébert veröffentlichte. Mehrere der Essays wurden um 1950 in den Courtes Biographies canadiennes nachgedruckt. Gour ist weiterhin Autor der genealogischen Studie Pierre Gour 1652–1732, Alexis Gour 1814–1892 et ses descendants (1936) und der Biographie La Palme-Issaurel.